# Christian Gille
Christian Gille (Wolfen, 1979. január 6. –) német kenus. Egymás után három nyári olimpiai játékon (2000, 2004, 2008) vett részt. 2004-ben Tomasz Wylenzekkel alkotott párosa megnyerte az 1000 méter kenu kettest. 2008-ban ismét Wylenzekkel közösen 500 méteres kenu kettesben bronzérmet, 1000 méteres kenu kettesben pedig ezüstérmet nyertek.